# Notholaena cubensis
Notholaena cubensis är en kantbräkenväxtart som beskrevs av Charles Alfred Weatherby och Tryon. Notholaena cubensis ingår i släktet Notholaena och familjen Pteridaceae. Inga underarter finns listade.